# Edward Furlong
Edward Furlong (født Edward Walter Furlong den 2. august 1977 i Glendale i Californien, USA) er en amerikansk skuespiller, bedst kendt for rollen som den unge John Connor i Terminator 2: Dommedag.

## Karriere
Furlong voksede op med sin mor indtil 14-års alderen, hvor han voksede op med sin morbror. Furlong startede sin filmkarriere John Connor i Terminator 2: Dommedag, en rolle han modtog en MTV Movie Award for, for bedste gennembrud, og en Saturn Award for bedste unge skuespiller. Han blev opdaget til rollen af en caster for filmen, da Furlong var på Boys and Girls Club i Pasadena i Californien.
De næste filmroller han fik, havde kun moderat sucsess, selv om han spillee sammen med skuespillere som Meryl Streep og Liam Neeson i Before and After, Tim Roth i Little Odessa og en del andre. I 1998 havde han sin næste vigtige rolle, da han medvirkede i American History X sammen med Edward Norton.
Han skulle også gentage sin rolle som John Connor i Terminator 3: Rise of the Machines, men kunne ikke medvirke på grund af retslige problemer grundet hans misbrug af alkohol og narkotika. I dag påstår han at dette er en af de ting han angrer mest, fordi han føler at han skuffede mange af Terminator-seriens fans, som syntes godt om hans optrædnen i Terminator 2, og ønskede at han skulle komme tilbage i Terminator 3.
Hans sidste rolle er i direkte-til-video-lanceringen The Crow: Wicked Prayer, hvor han spiller sammen med David Boreanaz, Tara Reid, Dennis Hopper og Macy Gray.
I 1993 var han med i Aerosmiths musikvideo til «Living on the Edge».
Udover skuespillet har han udgivet et album i Japan.

## Privatliv
Furlong har blandt andet haft forhold med Jacqueline Domac. Natasha Lyonne og Paris Hilton.[kilde mangler] Han var gift med skuespilleren Rachael Bella fra 2006 til 2009 og de har en dreng, Ethan, sammen. Furlong er aktiv i dyrebevægelsen.[kilde mangler]

## Filmografi
| År   | Titel                            | Originaltittel             | Rolle                 | Noter |
| ---- | -------------------------------- | -------------------------- | --------------------- | ----- |
| 1991 | Terminator 2: Dommedag           | Terminator 2: Judgment Day | John Connor           |       |
| 1992 | American Heart                   |                            | Nick Kelson           |       |
| 1992 | Pet Sematary II                  |                            | Jeff Matthews         |       |
| 1993 | A Home of Our Own                |                            | Shayne Lacey          |       |
| 1994 | Brainscan                        |                            | Michael Bower         |       |
| 1994 | Little Odessa                    |                            | Reuben Saphira        |       |
| 1995 | The Grass Harp                   |                            | Collin Fenwick        |       |
| 1996 | Before and After                 |                            | Jacob Ryan            |       |
| 1996 | T2 3-D: Battle Across Time       |                            | John Connor           |       |
| 1998 | Pecker                           |                            | Pecker                |       |
| 1998 | American History X               |                            | Danny Vinyard         |       |
| 1999 | Detroit Rock City                |                            | Hawk                  |       |
| 2000 | Animal Factory                   |                            | Ron Decker            |       |
| 2001 | I Cavalieri che fecero l'impresa |                            | Simon di Claredon     |       |
| 2003 | Three Blind Mice                 |                            | Thomas Cross          |       |
| 2005 | Intermedio                       |                            | Malik                 |       |
| 2005 | Cruel World                      |                            | Philip Markham        |       |
| 2005 | The Crow: Wicked Prayer          |                            | Jimmy Cuervo/The Crow |       |
| 2005 | Venice Underground               |                            | Gary                  |       |
| 2005 | Jimmy and Judy                   |                            | Jimmy Wright          |       |
| 2006 | The Visitation                   |                            | Brandon Nichols       |       |
| 2006 | Canes                            |                            |                       |       |
| 2006 | Living & Dying                   |                            | Sam                   |       |
| 2019 | Terminator Dark Fate             |                            | John Connor           |       |